# Parasynegia submissa
Parasynegia submissa là một loài bướm đêm trong họ Geometridae.